# Jamais plus (film)
Ne doit pas être confondu avec Plus jamais (film).
Pour plus de détails, voir Fiche technique et Distribution.
Jamais plus (It Ends with Us) est un film américain réalisé par Justin Baldoni et sorti en 2024.
Il s'agit de l'adaptation du roman du même nom de Colleen Hoover publié en 2016.
Jamais plus est sorti aux États-Unis le 9 août 2024 par Sony Pictures Releasing, avec des critiques mitigées,,.

## Synopsis
Lily Bloom démarre sa nouvelle vie à Boston afin de laisser derrière un passé difficile. Elle concrétise son rêve et ouvre une boutique de fleurs. Rapidement elle rencontre Ryle Kincaid, un neurochirurgien. Partis sur l'autoroute du bonheur, tout semble leur sourire mais soudainement le comportement de Ryle devient inquiétant.

## Fiche technique
Sauf indication contraire, les informations mentionnées dans cette section peuvent être confirmées par la base de données cinématographiques Allociné,  présente dans la section « Liens externes ».
- Titre original : It Ends With Us
- Titre français : Jamais plus
- Réalisation : Justin Baldoni
- Scénario : Christy Hall et Colleen Hoover, d'après le roman Jamais plus de Colleen Hoover
- Musique : Duncan Blickenstaff et Rob Simonsen
- Direction artistique : Marci Mudd et Annie Simeone
- Photographie : Barry Peterson
- Montage : Robb Sullivan
- Production : Jamey Heath, Alex Saks et Christy Hall
- Sociétés de production : Wayfarer Entertainment et Sony Pictures Entertainment
- Sociétés de distribution : Sony Pictures Releasing France (France), Sony Pictures Releasing (États-Unis)
- Budget : 25 000 000 $
- Pays de production :  États-Unis
- Langue originale : anglais
- Format : couleur — 2,39:1
- Genre : drame, romance
- Durée : 130 minutes
- Dates de sortie : 
  - États-Unis : 9 août 2024
  - France : 14 août 2024

## Distribution
- Blake Lively (VF : Elisabeth Ventura ; VQ : Catherine Proulx-Lemay) : Lily Bloom
  - Isabela Ferrer (VQ : Marguerite D'Amour) : Lily jeune
- Justin Baldoni (VF : Adrien Antoine ; VQ : Maël Davan-Soulas) : Ryle Kincaid
- Brandon Sklenar (VF : Valentin Merlet ; VQ : Alexis Lefebvre) : Atlas Corrigan
  - Alex Neustaedter (VF : Jean-Stan Du Pac ; VQ : Charles Sirard Blouin) : Atlas jeune
- Jenny Slate (VF : Dorothée Pousséo ; VQ : Geneviève Bastien) : Allysa, la sœur de Ryle
- Hasan Minhaj (VF : Antoine Schoumsky ; VQ : Kevin Houle) : Marshall, le mari d'Allysa
- Amy Morton (VF : Dominique Vallée ; VQ : Claudine Chatel) : Jenny Bloom, la mère de Lily
- Kevin McKidd (VF : David Krüger ; VQ : Jean-François Blanchard) : Andrew Bloom, le père de Lily

 Source et légende : version française (VF) sur RS Doublage et carton cinématographique du doublage français
 Source et légende : version québécoise (VQ) sur Doublage.qc.ca

## Production
En juillet 2019, Justin Baldoni opte pour une adaptation cinématographique du roman, qui sera produite par sa société Wayfarer Studios. En janvier 2023, Blake Lively est choisie pour le rôle de Lily Bloom. Baldoni, qui jouera Ryle Kincaid, doit réaliser le film et Christy Hall adapte le scénario,. En avril 2023, Brandon Sklenar est choisi pour jouer le rôle d'Atlas.
Le tournage commence à Hoboken, dans le New Jersey, à Field Colony, un espace de travail et une galerie d'art, le 5 mai 2023. Plus tard ce même mois, Hasan Minhaj est annoncé comme ayant rejoint le casting. Le mois suivant, la production doit être temporairement interrompue en raison de la grève de la WGA de 2023. Un peu plus de la moitié du film est terminée lorsque la production a été arrêtée. La production est toujours en suspens lorsque la grève SAG-AFTRA de 2023 commence le 14 juillet 2023. Le tournage reprend dans le quartier de Newport à Jersey City le 5 janvier 2024,. Ce même mois, Isabela Ferrer et Alex Neustaedter rejoignent le casting en incarnant respectivement les versions plus jeunes de Lily et Atlas.
Rob Simonsen et Duncan Blickenstaff composent la musique du film. Madison Gate Records publie la bande originale, coïncidant avec la date de sortie du film.

## Sortie et accueil

### Dates de sortie
Le film devait initialement sortir en salles aux États-Unis le 9 février 2024, puis le 21 juin 2024, mais la date de sortie a été repoussée au 9 août 2024.
Il sort le 7 août de la même année en Belgique, en Finlande, aux Philippines et en Suède, avant de gagner les écrans français le 14 août 2024.
En décembre 2024, Lively poursuit Baldoni pour harcèlement sexuel sur le plateau de tournage.

### Critique
Sur le site web Rotten Tomatoes, 57 % des 115 critiques sont positives, avec une note moyenne de 5,4/10. Le consensus du site se lit : « Le film est interprété avec sérieux, bien qu'il soit entaché par des dialogues maladroits, mais il est étonnamment le plus gracieux lorsqu'il traite les éléments les plus provocateurs de sa source mélodramatique. » Metacritic, qui utilise une moyenne pondérée, attribue au film une note de 54 sur 100, sur la base de 38 critiques, ce qui indique des critiques « mitigées ou moyennes ».

### Box-office
Aux États-Unis et au Canada, Jamais plus sort en même temps que Borderlands et Cuckoo. Les projections estiment qu'il devrait rapporter entre 23 et 30 millions de dollars lors de son premier week-end, certaines estimations allant jusqu'à 40 à 50 millions de dollars. Le film rapporte finalement 24 millions de dollars le premier jour, dont 7 millions de dollars provenant des avant-premières du mercredi (7 août) et du jeudi (8 août) soir.

## Accusations de harcèlement sexuel et poursuites judiciaires
Pendant la promotion du film, des internautes notent que Justin Baldoni est absent de la plupart des apparitions du casting, et que plusieurs membres du casting ont cessé de le suivre sur Instagram, menant à des spéculations à propos d'un froid entre Baldoni et le reste du casting,. Durant la même période, Blake Lively devient la cible de nombreuses critiques sur les réseaux sociaux, les internautes lui reprochant de manquer de sensibilité concernant la violence conjugale, le thème principal du film. Selon le Hollywood Reporter, une « fracture » aurait eu lieu entre Lively et Baldoni pendant la post-production du film. Le magazine révèle également que Baldoni aurait retenu les services des Melissa Nathan, une spécialiste des relations publiques ayant notamment représenté Johnny Depp pendant son procès contre Amber Heard, menant à davantage de spéculations concernant un conflit entre Baldoni et Lively.
Le 20 décembre 2024, Lively dépose une plainte auprès du Département des droits civiques de Californie, accusant Baldoni, le producteur Jamey Heath et leur studio Wayfarer d'avoir créé un environnement de travail hostile et d'avoir mené une campagne de représailles contre elle pour avoir sonné l'alerte concernant du harcèlement sexuel. Initialement confidentielle, la plainte de Lively est révélée le lendemain dans un article du New York Times par Megan Twohey , Mike McIntire et Julie Tate sous le titre « We Can Bury Anyone: Inside a Hollywood Smear Machine. » (Nous pouvons enterrer n'importe qui : à l'intérieur d'une machine à diffamation hollywoodienne). Plusieurs poursuites judiciaires s'ensuivent, Baldoni accusant le New York Times, puis Lively, de diffamation, et Lively accusant Baldoni de harcèlement sexuel et d'avoir mené une campagne de représailles contre elle.